# Tiznit (provins)
Tiznit (arabiska: إقليم تيزنيت, franska: Province de Tiznit) är en provins i Marocko.   Den ligger i regionen Souss-Massa, 600 km söder om huvudstaden Rabat. Antalet invånare är 344 831. Arean är 8 214 kvadratkilometer.